# Philippe Rahm
Pour les articles homonymes, voir Rahm.

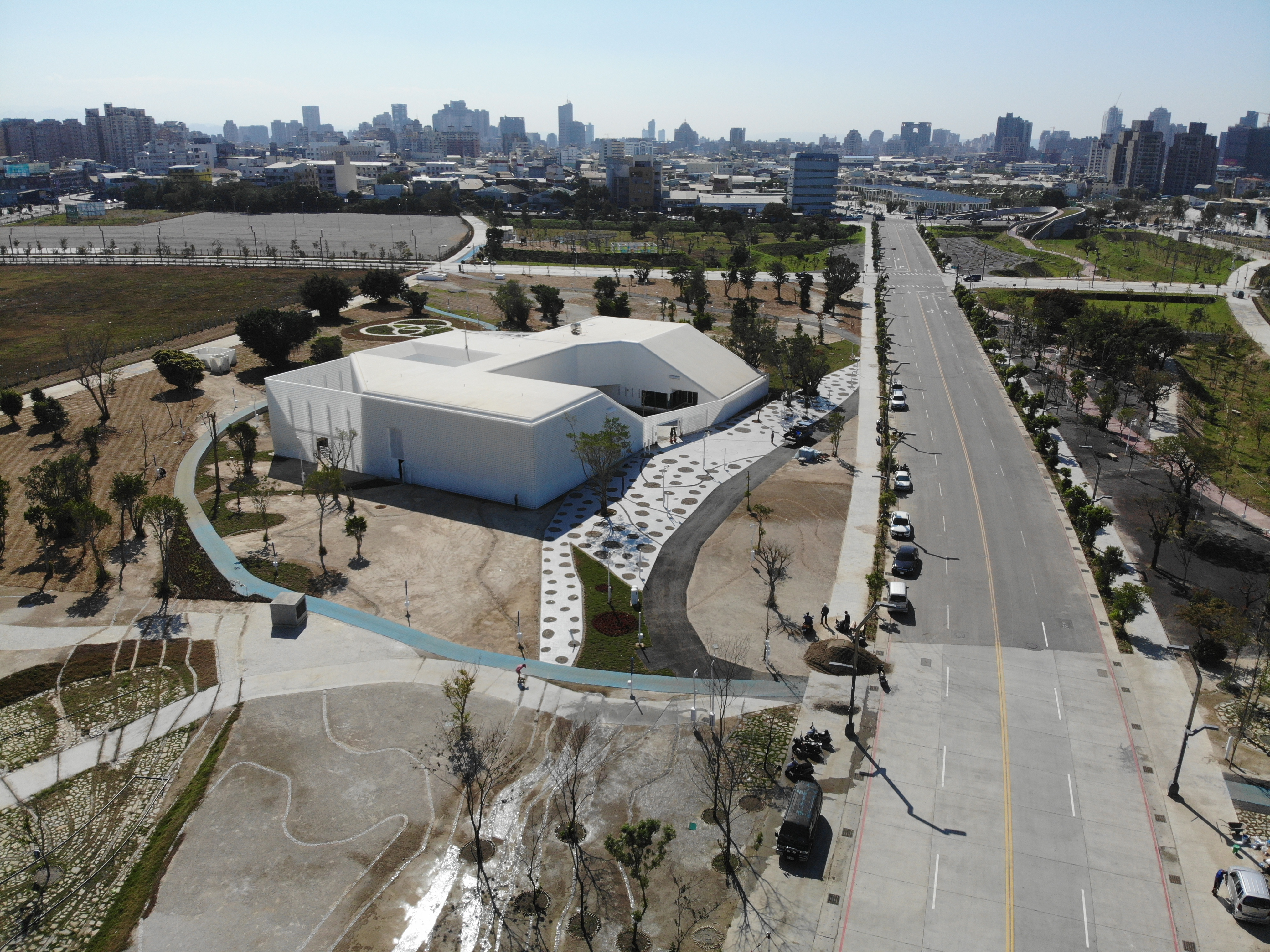
Le Climatorium du Parc Central de Taichung à Taiwan, 2020 (Architectes : Philippe Rahm architectes, Mosbach paysagistes, Ricky Liu & Associates)

Philippe Rahm, né en 1967 à Pully en Suisse, diplômé de l'École polytechnique fédérale de Lausanne en 1993, titulaire d'un doctorat en architecture de l'Université Paris-Saclay en 2019, est un architecte suisse, dont l’agence est située à Paris. Philippe Rahm étudie l’architecture en Suisse de 1987 à 1993 à l’ETH de Zürich et à l’EPF de Lausanne dont il est diplômé en 1993. De 1995 à 2004, Philippe Rahm ouvre une agence avec Jean-Gilles Décosterd « Décosterd & Rahm, associés » à Lausanne, Suisse, qui représentera la Suisse à la Biennale d'architecture de Venise en 2002. Depuis 2005, il dirige « Philippe Rahm architectes » à Paris où il travaille actuellement. En 2011, Il a remporté, avec Catherine Mosbach et Ricky Liu & Associates, le concours international pour le Parc Central de Taichung (zh), un parc urbain de 70 hectares à Taiwan qui a ouvert à l'automne 2018. En 2019, il remporte avec le bureau néerlandais OMA le concours pour le plan d'urbanisme des quartiers Farini et San Cristoforo à Milan. À l'échelle architecturale et urbaine, il porte une attention particulière au climat, à l'atmosphère et à la santé dans le cadre du développement durable. En 2017, il remporte avec Nicolas Dorval-Bory le concours pour l'Agora de la Maison de la Radio à Paris. D'autre part, Philippe Rahm est maître de conférences à l'École Nationale Supérieure d'Architecture de Versailles (énsa-v), à la HEAD-Genève et a été professeur invité à la Graduate School of Design de l'université Harvard aux États-Unis, à Princeton et à Cornell University ou encore à l'Université de Columbia à New York en 2016, 2023 et 2024 où il est nommé "Dean’s Visiting Associate Professor". Philippe Rahm a été résident à la Villa Médicis à Rome en 2000. Son travail a été exposé au Guggenheim de New York, au Centre Pompidou à Paris, ou au Centre canadien d'architecture. En 2025, il est co-commissaire de la biennale internationale du design de Saint-Etienne et de la biennale d'architecture et de paysage d'Île-de-France.

### De Philippe Rahm
Livres en langue française:
- 2025, « 4 Degrés Celsius entre toi et moi », (poche, collectif), Éditions POINTS, France,  (ISBN 979-1041424696).
- 2025, « 4°C entre toi et moi », (bilingue FR-EN), Actar, Espagne,  (ISBN 978-1638401841).
- 2023, « Histoire naturelle de l'architecture », (version poche), Éditions POINTS, France,  (ISBN 979-1041413843).
- 2023, « Le style anthropocène », Head Publishing, Suisse,  (ISBN 978-2940510771).
- 2020, « Histoire naturelle de l'architecture », Éditions du Pavillon de l'Arsenal, France,  (ISBN 978-2-35487-058-4).
- 2020, « Écrits climatiques », Éditions B2, France,  (ISBN 978-2-36509-114-5).
- 2019, « Le jardin météorologique, et autres constructions climatiques », Éditions B2, France,  (ISBN 978-2-36509-100-8).
- 2015, « Météorologie des sentiments », Les Petits matins, Paris, France,  (ISBN 978-2-36383-073-9).
- 2009, « Architecture météorologique », Archibooks, Paris, France,  (ISBN 2-35733-049-X).
- 2006, « Environ(ne)ment : approaches for tomorrow », Gilles Clément, Philippe Rahm, Skira, Milan, Italie,  (ISBN 88-7624-959-1).
- 2005, « Ghost flat », Philippe Rahm, Marie Darrieussecq, CCA Kitakyushu, Japan.
- 2005, « Distorsions », HYX éditeurs, Orléans, France,  (ISBN 2-910385-40-X).
- 2002, « Architecture physiologique » Décosterd & Rahm, Birkhauser, Bâle, Boston, Berlin,  (ISBN 3-7643-6944-2).

Livres en langue anglaise:
- 2025, « 4°C entre toi et moi », (bilingual EN-FR), Actar, Espagne,  (ISBN 978-1638401841).
- 2023, « Climatic architecture », Actar, Espagne,  (ISBN 978-1638400394).
- 2017, « Form Follows Climate », Oil Forest League, Italie,  (ISBN 9788894139464).
- 2014, « Constructed Atmospheres », Postmediabooks, Milan, Italie,  (ISBN 978-8-87490-124-1).
- 2010, « Typologies météorologique », Am weissenhof Galerie, Stuttgart, Allemagne.
- 2004, « Ghostscape » Monum, ENSBA, Paris,  (ISBN 2-84056-169-7).

Livres en langue espagnole:
- 2024, « Historia natural de la arquitectura: Cómo el clima, las epidemias y la energía dieron forma a la ciudad y los edificios », Editorial GG, Espagne,  (ISBN 9788425235436).
- 2022, « Meteorología de los sentimientos », Ediciones Asimétricas, Espagne,  (ISBN 978-84-19050-15-1).
- 2021, « Escritos climáticos », Puente Editores, Espagne,  (ISBN 978-8412428704).
- 2020, "Arquitectura Meteorológica", Editor Arquine, Mexico,  (ISBN 978-607-9489-69-4)

### Sur Philippe Rahm (sélection)
- 2020, "Beyond Sustainable: Architecture's Evolving Environments of Habitation" Ryan Ludwig, Routledge, Taylor & Francis Group, New York, USA,  (ISBN 978-0367232702)
- 2019, "Proportion and Cognition in Architecture and Urban Design" Tibor Joanelly, Dietrich Reimer Verlag, Berlin, Germany  (ISBN 978-3496016199)
- 2018, "The Urban Microclimate as Artifact ", Sascha Roesler / Madlen Kobi (es.) / Birkhäuser, Bâle, Suisse,  (ISBN 978-3-0356-1515-9).Vue du Centre de Maintenance du Parc Central de Taichung, Taiwan en 2018 (Philippe Rahm architectes, Mosbach paysagistes, Ricky Liu & Associates)

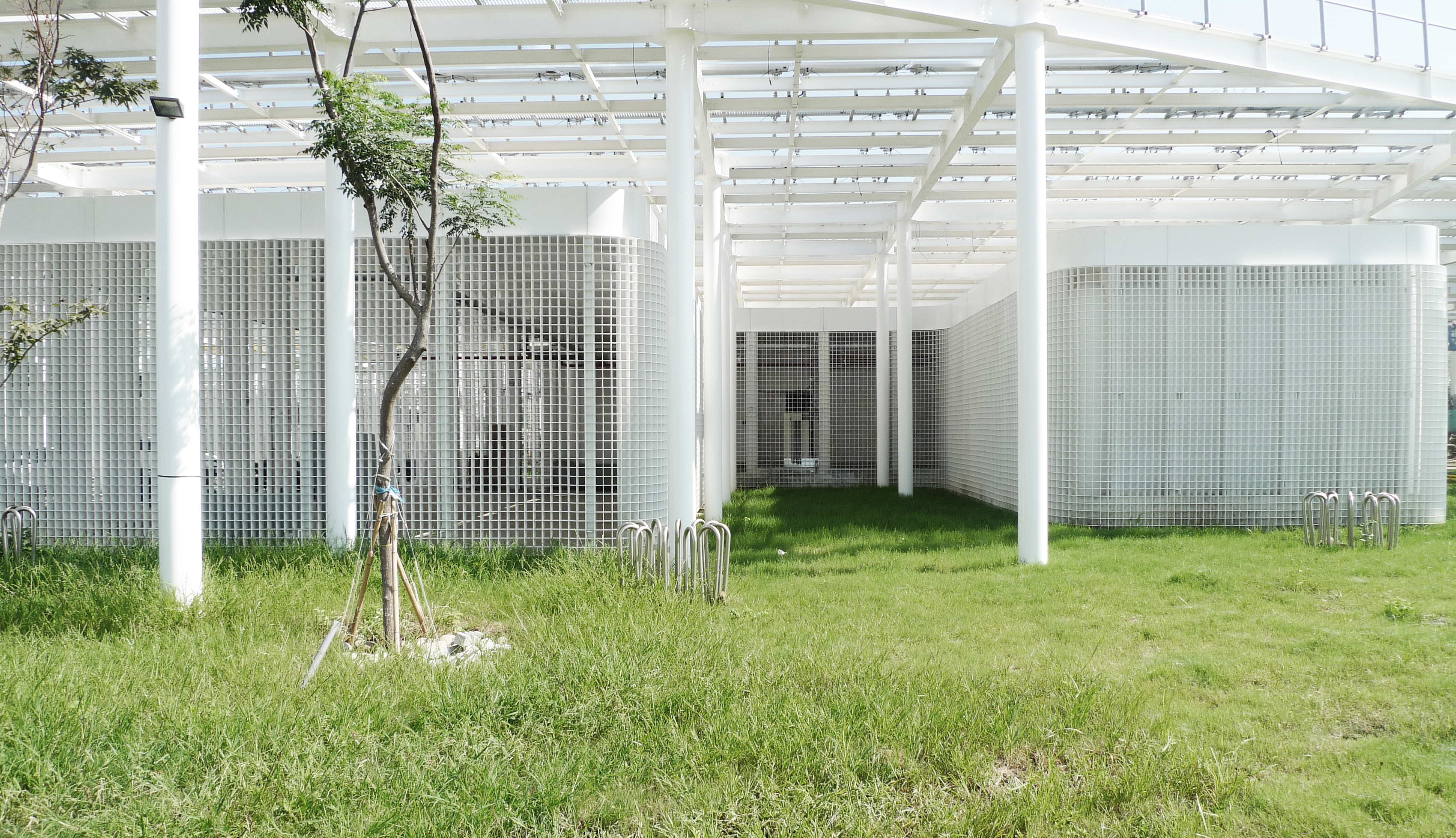
Vue du Centre de Maintenance du Parc Central de Taichung, Taiwan en 2018 (Philippe Rahm architectes, Mosbach paysagistes, Ricky Liu & Associates)

- 2017, "Garden City" Anna Yudina, Thames and Hudson, Londres  (ISBN 978-0500343265)
- 2016, "Climates: Architecture and the Planetary Imaginary", GSAPP, Lars Müller, Suisse  (ISBN 978-3037784945)
- 2016, “Landscape Architecture and Digital Technologies” Jillian Walliss, Heike Rahmann, Routledge, UK  (ISBN 978-0415745857)
- 2015, "Ecological Urbanism", édité par Mohsen Mostafavi, Lars Müller Publishers, Zürich, Suisse  (ISBN 978-3037784679)
- 2014, "Brève histoire de l'air" par Cyrille Simonnet, Quae éditions, France  (ISBN 978-2759222339)
- 2013, « Das Klima als Entwurfsfaktor: Architektur und Energie », par Heinz Wirz, Quart Verlag, Lucerne, Suisse  (ISBN 978-3037610725)Vue de la partie Nord du Parc central de Taichung, Taiwan et ses 7 000 m2 de panneaux photovoltaiques (Philippe Rahm architectes, mosbach paysagistes, Ricky Liu & Associates)

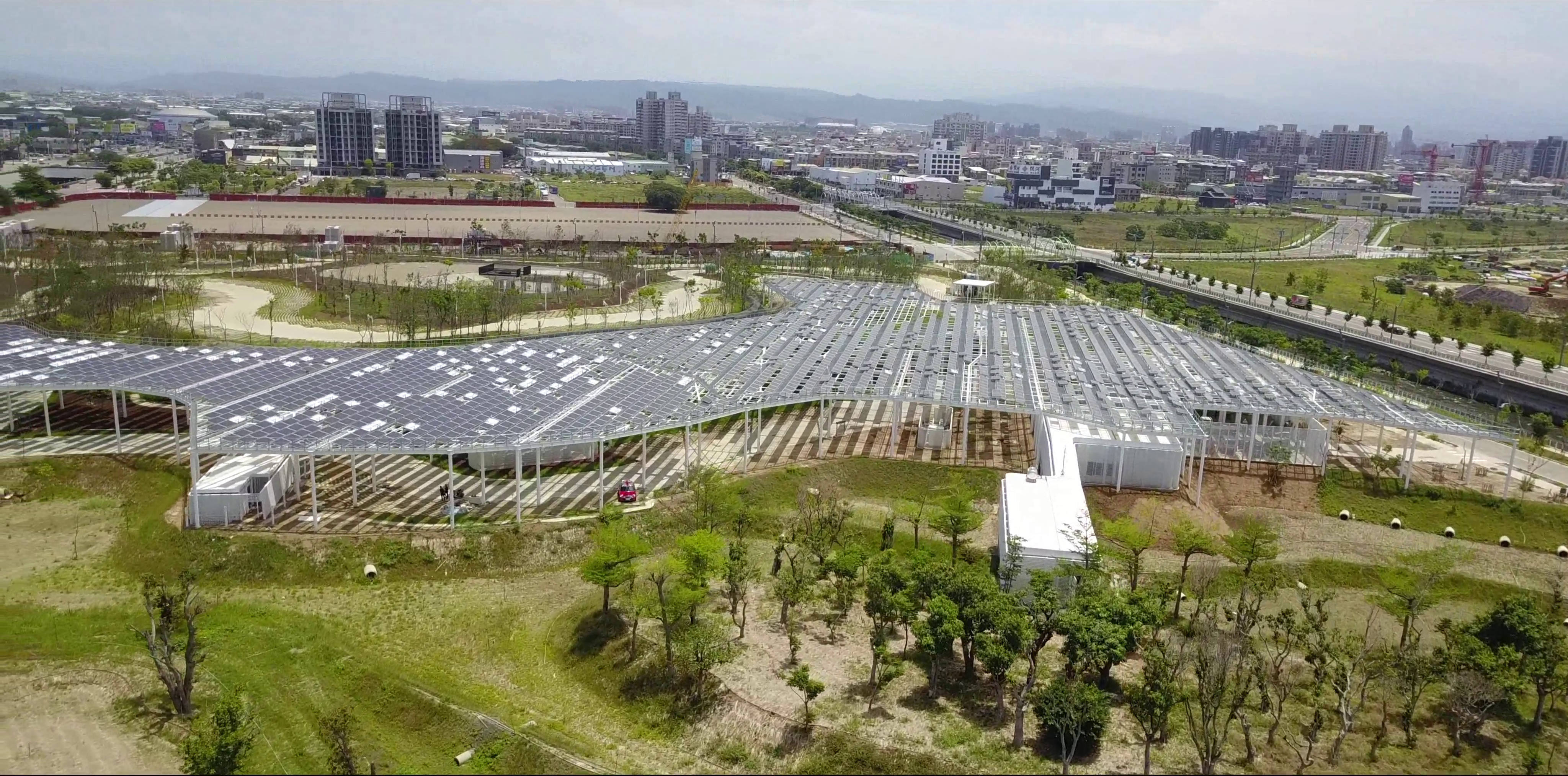
Vue de la partie Nord du Parc central de Taichung, Taiwan et ses 7000 m2 de panneaux photovoltaiques (Philippe Rahm architectes, mosbach paysagistes, Ricky Liu & Associates)

- 2012, “Futuristic visions of future living” DAAB Books, Koln, Allemagne (ASIN B00SLRX1R8)
- 2011, " Architecture Dialogue ", Marc Angelil, ETH Zurich / Niggli Editors, Zurich, Suisse,  (ISBN 3-7212-0802-1).
- 2011, " Landform building: architecture new terrain ", Stan Allen, Lars Müller publishers, Bâle,  (ISBN 3-03778-223-4).
- 2006, " CH Architecture in Switzerland ", Philip Jodidio, Édition Taschen, Cologne,  (ISBN 978-3-8228-3973-7).
- 2006, " Architecture now ", Philip Jodidio, Édition Taschen, Cologne,  (ISBN 3-8228-3989-2).
- 2005, " Verb conditioning : architecture boogazine : the design of new atmospheres, effects and experiences ", Albert Ferre, Édition Actar, Barcelone,  (ISBN 84-95951-86-X).

### Presse
- Isabelle Regnier, « Philippe Rahm : « Je travaille avec des outils climatiques, pas seulement géométriques » », Le Monde,‎ 14 février 2020, (lire en ligne, consulté le 17 décembre 2020)

- Xavier de Jarcy, « Puisque ça chauffe, il faut bâtir frais ! Et l’architecte Philippe Rahm sait comment faire » », Télérama,‎ 7 juin 2025, (lire en ligne, consulté le 10 juin 2025)

## Décorations
- Chevalier de l'ordre du Mérite culturel de Monaco Il est fait chevalier le 18 novembre 2017[21].